# Matt Doyle (tennista)
Matthew Doyle (Redwood City, 13 gennaio 1955 – Redwood City, 8 febbraio 2025) è stato un tennista statunitense naturalizzato irlandese.

## Biografia
Matthew Doyle nacque a Redwood City il 13 gennaio 1955.
Nel periodo del college praticò il basket, il golf e il tennis, scegliendo poi quest'ultimo sport. Si laureò in economia all'università di Yale. Terminata la carriera agonistica fu presidente dell'ATP dal 1985 al 1987.
Ottenne la cittadinanza irlandese nel 1985.

## Carriera
Ottenne i primi risultati importanti nel 1983: a Stowe raggiunge la semifinale dove si arrese in tre set a Vijay Amritraj e a fine stagione conquistò il Cologne Grand Prix superando nell'incontro decisivo Hans-Dieter Beutel.
Nei tornei dello Slam raggiunse il quarto turno agli US Open 1982, dove si arrese a John McEnroe, e il terzo turno agli Australian Open 1984 dove fu sconfitto da Guy Forget.
Fece parte della squadra irlandese di Coppa Davis dal 1981 al 1988 vincendo ventisette incontri e perdendone diciassette.

## Statistiche

### Singolare

#### Vittorie (1)
| Numero | Anno | Torneo                      | Superficie | Avversario in finale | Punteggio     |
| 1.     | 1983 | Cologne Grand Prix, Colonia | Sintetico  | Hans-Dieter Beutel   | 1–6, 6–1, 6–2 |